# Heinz Tobien
Heinz Tobien (* 8. April 1911 in Braunschweig; † 14. März 1993 in Mainz) war ein deutscher Paläontologe, der sich besonders mit der Säugetierfauna des Tertiär beschäftigte. Er war Lehrstuhlinhaber für sein Fach an der Universität Mainz.

## Leben und Werk
Heinz Tobien, Sohn von Emmy Tobien, geborene Baumann, und des Theaterintendanten Max Tobien, studierte als Studienstiftler des Deutschen Volkes Geologie und Paläontologie in Berlin, München und Freiburg im Breisgau, wo er 1935 bei Wolfgang Soergel in Paläontologie über eiszeitliche Hasen auf Sardinien zu, Dr. phil. nat. promoviert wurde. Im Jahr 1939 heiratete er Edith Freein von Gleichenstein. Aus der Ehe gingen die Kinder Wolfgang, Rainer und Josef Tobien hervor. Nach der 1941 erfolgten Habilitation in Freiburg war er Soldat im Zweiten Weltkrieg an der Ostfront. 1945 war er wieder an der Universität Freiburg und hat dort seine Lehrtätigkeit aufgenommen. Dort wurde er 1949 außerplanmäßiger Professor, 1950 an der TH Darmstadt. Im selben Jahr ging er als Kustos ans Hessische Landesmuseum in Darmstadt und war dort dann von 1955 oder 1956 bis 1968 Leiter der Geologisch-Paläontologischen Abteilung. 1955 wurde er außerordentlicher Professor und 1966 ordentlicher Professor an der Universität Mainz. 1963/64 war er Gastprofessor an der University of California, Berkeley. Als Direktor des Paläontologischen Instituts wirkte er ab 1967. 1978 wurde er emeritiert, blieb aber weiter wissenschaftlich aktiv. Er wohnte in Ingelheim am Rhein, wo er auch begraben ist.
Tobien befasste sich mit Säugetieren des Tertiär, insbesondere mit Nagetierzähnen und ihrer Anwendung in der Stratigraphie, aber auch mit Großsäugern bis hin zu Elefanten. Er grub viel in den 1960er Jahren in der Grube Messel.

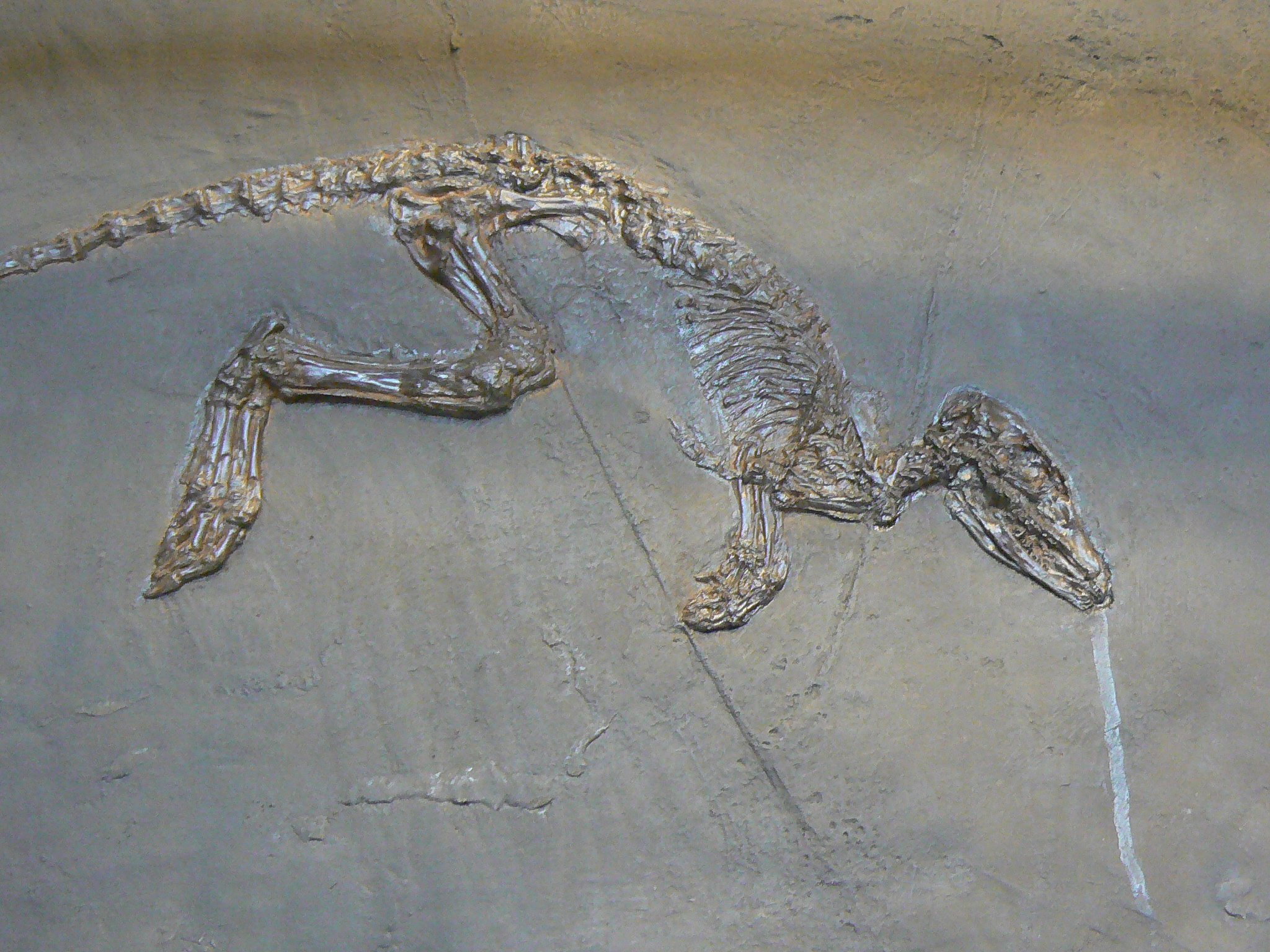
Leptictidium auderiense

Er war unter anderem Erstbeschreiber von Leptictidium auderiense (1962) und Sinomastodon intermedius.
Im Jahr 1985 wurde er Ehrenmitglied der Paläontologischen Gesellschaft, 1990 der Society of Vertebrate Paleontology und 1991 Ehrenmitglied des Oberrheinischen Geologischen Vereins (OGV). 1984 wurde er Ehrenmitglied der Rheinischen Naturforschenden Gesellschaft. Seit 1973 war er korrespondierendes Mitglied der Österreichischen Akademie der Wissenschaften, seit 1981 der Bayerischen Akademie der Wissenschaften.
1981 erhielt er das Bundesverdienstkreuz I. Klasse.

## Dedikationsnamen
1980 beschrieb der Schweizer Paläontologe Burkart Engesser den fossilen Insektenfresser Mioechinus tobieni. 1987 benannten Gerhard Storch und Wighart von Koenigswald Leptictidium tobieni nach Tobien. Hans Hermann Schleich ehrte ihn im Jahr 1988 mit dem Artepitheton der fossilen Doppelschleiche Palaeoblanus tobieni. 2016 wurde die fossile Rüsseltierart Sinomammut tobieni zu Ehren von Heinz Tobien benannt.

## Schriften
- Die Insektenfresser und Nagetiere aus den aquitanen Spaltenfüllungen bei Tomerdingen (Ulmer Alb). Berichte der Naturforschenden Gesellschaft, Freiburg 1939.
- Die oberpliozäne Säugerfauna von Wölfersheim/Wetterau. In: Zeitschrift der deutschen geologischen Gesellschaft. 1953.
- Zur Geschichte der Pferdeartigen Unpaarhufer im Tertiär Europas. In: Zeitschrift der deutschen geologischen Gesellschaft. 1960.
- Insectivoren (Mammalia) aus dem Mitteleozän (Lutetium) von Messel bei Darmstadt. Wiesbaden: Notizbl. hess. Landesamt. Bodenforsch.. 1962.
- Insecten-Frasspüren an tertiären und pleistozänen Säugetier-Knochen. Senckenbergiana Lethaea. 1965.
- On the evolution of Mastodonts (Proboscidea, Mammalia). Hessisches Landesamt für Bodenforschung, Wiesbaden 1973.
- Die Säugerreste-führenden Spaltenfüllungen des älteren Pleistozäns von Neuleiningen bei Grünstadt (Pfalz) (Vorläufige Mitteilung) (mit Franz Malec). In: Mainzer Geowissenschaftliche Mitteilungen. 1976.
- Säugerfauna von der Grenze Pliozän / Pleistozän in Rheinhessen. 1. Die Spaltenfüllungen von Gundersheim bei Worms. In: Mainzer Geowissenschaftliche Mitteilungen. 1980.
- Taxonomic status of some Cenozoic mammalian faunas from the Mainz Basin. In: Mainzer Geowissenschaftliche Mitteilungen. 1980.
- Mastodons (Proboscidea, Mammalia) from the Late Neogene and Early Pleistocene of the People’s Republic of China. Part I, Historical Account (mit G. F. Chen, i Y. Q. Li). In: Mainzer Geowissenschaftliche Mitteilungen. 1986.
- Nordwestdeutschland im Tertiär. Gebr. Borntraeger, Berlin 1986.
- Bemerkungen zur Altersstellung der almiozänen Säugerfauna von Frankfurt / Nordbassin und der präbasaltichen Sedimentfolgen im Untergrund von Frankfurt am Main. In: Geologisches Jahrbuch von Hessen. 1987.